# 4337 Аресібо
4337 Аресібо (1985 GB, 1933 HE, 1979 FR3, 1979 HG2, 4337 Arecibo) — астероїд головного поясу, відкритий 14 квітня 1985 року.
Тіссеранів параметр щодо Юпітера — 3,168.
Названий на честь Обсерваторії Аресібо.